# Olenya
Olen'ja (in cirillico Оленья) è un aeroporto militare situato nei pressi della città di Murmansk, impiegato come centro e base di per i bombardieri strategici russi.
L'aeroporto  dispone di una pista in cemento in direzione di 3500x80 m.
Fu individuata per la prima volta dall'intelligence statunitense nel 1957.